# Wolzig

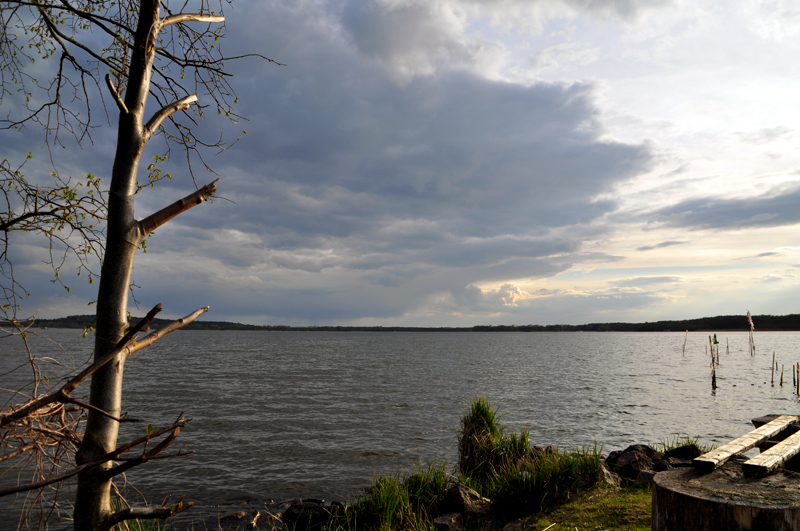
Wolziger Mole

Wolzig (niedersorbisch Wólsk) ist seit dem 26. Oktober 2003 ein Ortsteil in der Gemeinde Heidesee in Brandenburg, südöstlich von Berlin im Landkreis Dahme-Spreewald.

## Lage
Der Ort liegt am Wolziger See, dem größten See in der Gemeinde Heidesee, welcher nach dem Ort benannt ist, nahe beim Hauptort der Gemeinde, Friedersdorf. Er liegt damit im Nordosten des Gemeindegebietes und grenzt im Osten und Süden an die Stadt Storkow (Mark) und im Norden nördlich des Wohnplatzes Schliebenbusch an die Gemeinde Spreenhagen.

## Geschichte

### 15. und 16. Jahrhundert
Wolzigs Ursprung reicht auf eine alte slawische Siedlung zurück. Die erste urkundliche Erwähnung als Wolczk stammt aus dem Jahr 1443, als ein Krüger von Wolzig in den Akten erschien. Das Dorf befand sich im Jahr 1450 im Lehnsbesitz des Amtmannes Alex Lewinwalde aus Storkow, der es von der Herrschaft Storkow erhielt. In dieser Zeit erschien das Dorf in der Schreibweise auf der Woltzker Felde (1489) bzw. als Woltzigk. Im Jahr 1503 waren auch die Bezeichnungen Wolsßick, Wolßk und Wulßk im Gebrauch. Das Dorf war im Jahr 1518 insgesamt 24 Hufen groß. Hiervon besaß der Dorfschulze vier Hufen; es gab weiterhin neun Zweihufner und sechs Kossäten, von denen zwei je eine Hufe besaßen und ein anderer zwei Kossätenhöfe. Hieran änderte sich in den folgenden Jahren nur wenig: Im Jahr 1556 erschienen der Lehnschulze mit vier Hufen, neun Zweihufner, zwei Einhufner (darunter ein Krüger) sowie fünf Kossäten auf 24 Hufen. Zwanzig Jahre später lebten im Dorf neun Bauern, fünf Kossäten und ein Häusler. Um 1590 waren es der Schulze, neun Hufner (davon allerdings zwei wüst) sowie sieben Kossäten (davon einer wüst).

### 17. Jahrhundert
Im Jahr 1600 gab es 20 Bauernhufen, fünf Kossäten und einen Hirten; 1624 wurde von zehn Bauern und sieben Kossäten berichtet. Eine Statistik aus dem Jahr 1939 führte „ca. 13 Untertanen“ auf, darunter einen Krüger und einen Fischer, die den Getreidezins an das Amt Storkow leisteten. Kurz darauf wurde Wolzig im Dreißigjährigen Krieg fast vollständig zerstört: 1641 lebte nur noch der Fischer im Dorf. Im Jahr 1673 lagen von den zehn Bauernhöfen noch sechs wüst. Es gab wieder ein Schulzengut; ein anderer Bauer diente nach Stahnsdorf. Von den sieben Kossätenhöfen lag einer wüst, ein anderer war frei, zwei von Heideläufern besetzt. Im Jahr 1692 gab es einen Vierhufner, acht Zweihufner (davon fünf wüst), fünf Kossäten und einen Hirten. Auf den 20 Bauernhufen wurden 3 Scheffel Winter- und 1 Scheffel Sommersaat ausgebracht. Die Kossäten brachten 3 Scheffel Winter- und 1 Scheffel Sommersaat aus. Während die Bauern je vier Fuder Heu ernteten, kamen die Kossäten auf je 2. Die Bewohner hatten ausreichend Brennholz zur Verfügung und durften Schafe halten. Neben dem Ackerbau betrieben sie auch erfolgreich Fischwirtschaft.

### 18. Jahrhundert
Im Jahr 1727 war Wolzig insgesamt 25 Hufen groß; die Bauern brachten 3 Wispel 23 Scheffel Wintersaat aus. Im Jahr 1735 lebten im Dorf ein Vierhufner, acht Zweihufner, vier Kossäten mit je einer Hufe sowie fünf Büdner und ein Hirte; 1745 waren es neun Bauern und vier Kossäten. An dieser Struktur änderte sich in den nächsten Jahrzehnten nur wenig. Eine Statistik aus dem Jahr 1750 berichtet vom Lehnschulzen mit vier Hufen, acht Zweihufnern, vier Kossäten mit je einer Hufe, fünf Büdnern mit je einem Garten sowie dem Hirten. Im Jahr 1772 waren es neun Bauern und Halbbauern, acht Kossäten und Büdner sowie ein Müller und ein Schmied.

### 19. Jahrhundert
Im neuen Jahrhundert lebten auf 25 Hufen ein Lehnschulze, acht Ganzbauern, vier Ganzkossäten, zwei Büdner und zwölf Einlieger. Sie betrieben 23 Feuerstellen (= Haushalte); außerdem gab es einen Krug und die Bewohner schlugen 30 Morgen (Mg) Holz. Bis 1837 war Wolzig auf 26 Wohnhäuser angewachsen. Gut 20 Jahre später gab es die beiden Abbauten Kuley und Kulick sowie ein öffentliches, 30 Wohn- und 54 Wirtschaftsgebäude. Das Dorf war in Summe 2480 Mg groß: 28 Mg Gehöfte, 16 Mg Gartenland, 1236 Mg Acker, 313 Mg Wiese, 301 Mg Weide und 586 Mg Wald. Eine weitere Statistik aus dem Jahr 1864 berichtete vom Lehnschulzengut, acht Halbbauern vier Kossäten und zwei Büdner.

### 20. und 21. Jahrhundert

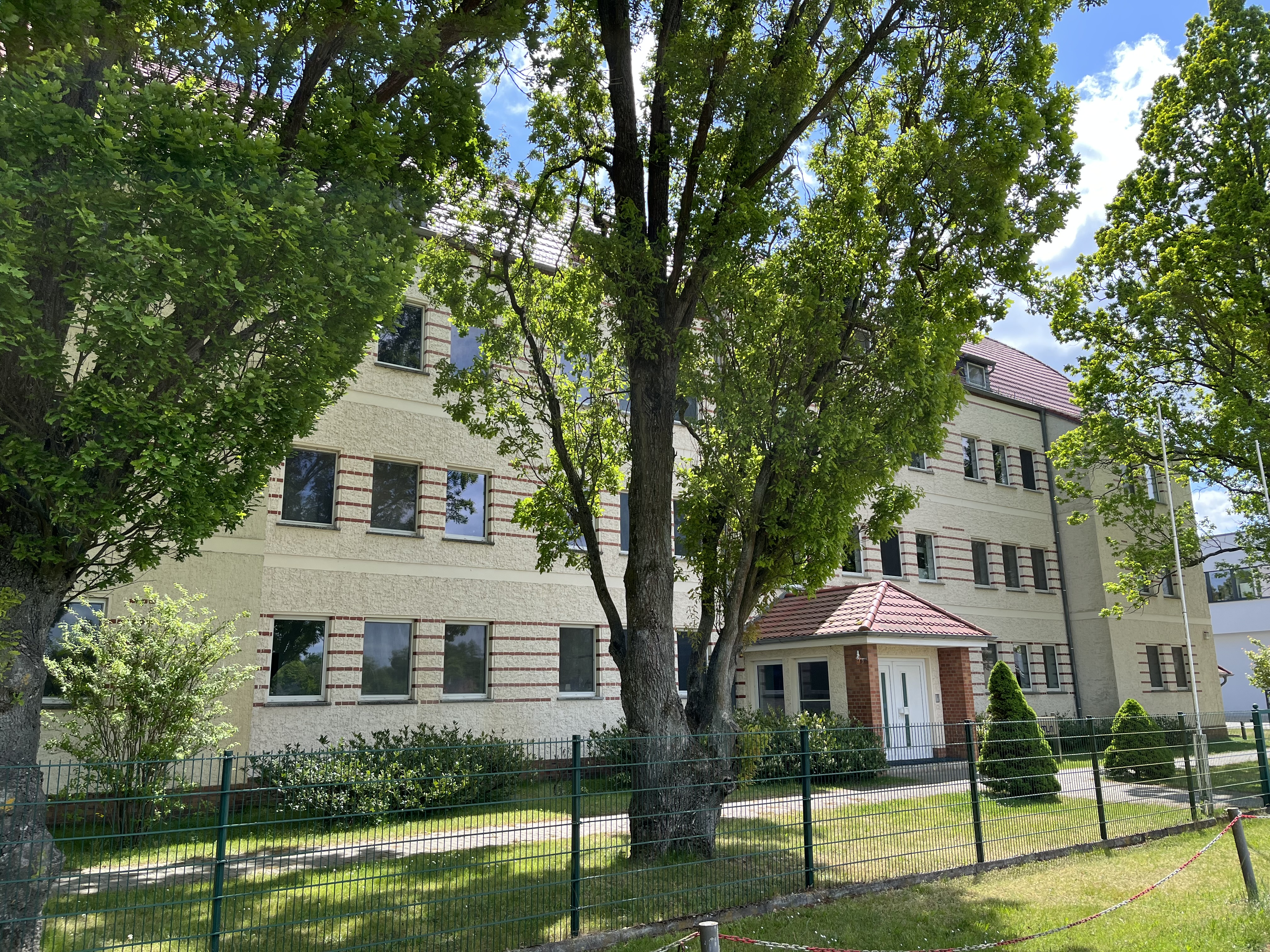
Ehemaliges Jugend- und Lehrheim

In Wolzig standen im Jahr 1900 insgesamt 40 Häuser; 1931 waren es schon 76 Wohnhäuser. Der Gemeindebezirk bestand mit dem Ausbau Schliebenbusch und wurde im genannten Jahr Landgemeinde mit den Wohnplätzen Chausseehaus, Dittmannslust und Schliebenbusch. In der Spreenhagener Straße 1 wurde 1929 ein jüdisches Jugend- und Pflegeheim erbaut, in dem straffällig gewordene Jugendliche im Sinne der Reformpädagogik resozialisiert wurden. Im Juni 1933 überfielen SA-Männer das Heim und verschleppten 40 Jugendliche und fünf Erzieher nach Berlin und weiter in das KZ Oranienburg. Das Haus wurde NS-Organisationen übertragen und war ab 1948 Alters- und Pflegeheim. In dieser Zeit gab es im Jahr 1939 zehn land- und forstwirtschaftliche Betriebe mit 20 und 100 Hektar (ha), sieben zwischen 10 und 20 ha, elf zwischen 5 und 10 ha und 31 zwischen 0,5 und 5 ha.
Nach dem Zweiten Weltkrieg wurden 31 ha Wald unter 22 Bauern aufgeteilt. Wolzig bestand im Jahr 1957 mit dem Wohnplatz Kolonie West. Im Jahr 1960 gründete sich eine LPG Typ I mit 36 Mitgliedern und 249 ha Fläche. Es gab eine weitere LPG Typ I mit 13 Mitgliedern und 93 ha Fläche, die sich 1966 mit der ersten LPG zusammenschloss und 1971 in eine LPG Typ III überging.
Das ehemalige Jugend- und Pflegeheim wurde nach längerem Leerstand ab 2001 saniert, zum Labor umgebaut und ist seit 2003 Sitz eines biopharmazeutischen Unternehmens. Im Jahr 2021 wurde das Areal um ein zusätzliches Labor- und Produktionsgebäude zum "Biotechnologiepark Spreenhagener Straße" erweitert.

## Bevölkerungsentwicklung
| Jahr      | 1772 | 1801 | 1817 | 1837 | 1858 | 1895 | 1925 | 1939 | 1946 | 1964 | 1971 | 1981 |
| Einwohner | 142  | 163  | 153  | 168  | 239  | 253  | 372  | 527  | 548  | 636  | 629  | 614  |

## Sehenswürdigkeiten

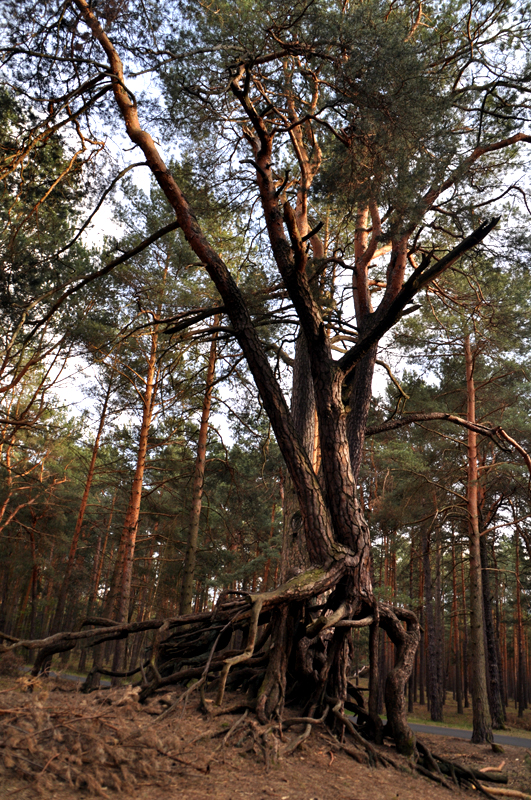
Wolziger Wurzelbaum

- Im Flechten- und Heidekrautkiefernwald, etwa 500 Meter vom Ortseingang entfernt, befindet sich ein Wurzelbaum, der als Naturdenkmal geschützt ist; die Kiefer ist 17 Meter hoch und hat einen Wurzelumfang von 19,7 Metern. Durch Abfahren der unter der Kiefer befindlichen Binnendüne in den 1930er Jahren, steht die Kiefer nun auf ihren freigelegten Wurzeln.
- Die Mole in Wolzig, die am Storkower Kanal bis zur Mündung in den See führt, ist wieder begehbar und bietet einen Ausblick auf den See. Der Storkower Kanal trennt die Ortschaft, kann aber über eine Brücke überquert werden; der Kanal zieht sich quer durch den Ort und bietet so eine lange Anlegefläche für Boote und kleine Yachten.
- Bis kurz vor seiner Mündung in den Wolziger See begleitet den Kanal das Naturschutzgebiet Storkower Kanal, das das Stahnsdorfer Fließ mit einbezieht und wild lebende Pflanzengesellschaften, Bruchwaldgesellschaften und Tierarten in der vermoorten Niederung zwischen dem Wolziger und Stahnsdorfer See bewahren soll. Dazu zählen Hochstaudenfluren und Krebsscherenfluren und gefährdete Tierarten wie Fischotter, Rapfen und Bitterling. Das Gebiet ist zudem als FFH-Gebiet im Natura 2000 Verbund ausgewiesen.[5][6]

## Wirtschaft und Infrastruktur

### Verkehrsmittel
Der nächste Bahnhof befindet sich im drei Kilometer entfernten Ort Friedersdorf, auf der Linie RB 36 zwischen Königs Wusterhausen und Frankfurt (Oder). Die einzige Anbindung des Ortes an den ÖPNV besteht über Buslinien nach Storkow und Königs Wusterhausen (über Friedersdorf). Die Busse halten in Wolzig an drei Stationen.
Zwischen Friedersdorf und Wolzig befindet sich der Flugplatz Friedersdorf.

### Öffentliche Einrichtungen
- Strand mit Strandbar und Strandhaus
- Bürgerhaus und Jugendtreff „Alte Kaufhalle“